# Jeremy Summers

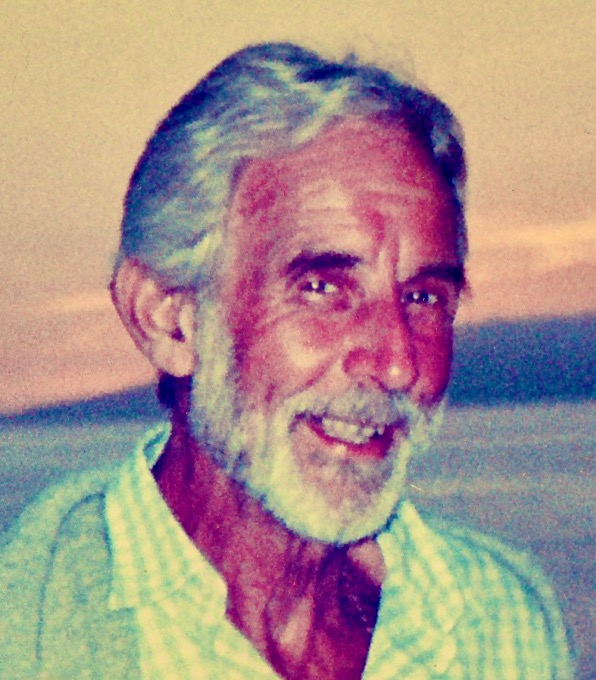
Jeremy Summers (2007)

Jeremy Summers (* 18. August 1931 in St Albans, Hertfordshire, England; † 14. Dezember 2016 im Vereinigten Königreich) war ein britischer Regisseur und Drehbuchautor, der in den 1960er Jahren durch Kinoproduktionen wie Die Pagode zum fünften Schrecken, Das Haus der tausend Freuden oder Die Rache des Dr. Fu Man Chu international bekannt wurde.

## Leben und Karriere
Walter John Jeremy Summers wurde 1931 als Sohn von Dora (geborene Bird), einer Schauspielerin, und Walter Summers, einem Filmregisseur und Drehbuchautor, geboren, der eine Brücke zwischen der Stummfilm- und der Tonära schlug und dessen eigener Vater Bühnenpantomimen schrieb. Die ältere Schwester von Jeremy Summers, Jill, wurde Maskenbildnerin bei der BBC. Seine Eltern trennten sich, als er 16 Jahre alt war, so verließ Summers die Bedford School und nahm eine Tätigkeit in den Elstree Studios an. Dort arbeitete er sich zum Regieassistenten bei Filmen wie Mai 1943 – Die Zerstörung der Talsperren (1955) und Moby Dick (1956) hoch.
Zwischen 1960 und 2001 führte Summers bei fünfzehn Kinofilmen und zahlreichen Episoden von namhaften Fernsehserien Regie. Darunter bei Folgen von Erfolgsserien wie Simon Templar, S.O.S. – Charterboot, Jason King, Kein Pardon für Schutzengel, Coronation Street oder Der Doktor und das liebe Vieh.
Im Dezember 2016 verstarb er im Alter von 85 Jahren im Vereinigten Königreich.

## Filmografie (Auswahl)

### Kino
- 1960: Depth Charge
- 1963: The Punch and Judy Man
- 1964: Nicht mit uns, Herr Kommissar (Crooks in Cloisters)
- 1964: Ferry Cross the Mersey
- 1965: San Ferry Ann
- 1965: Dateline Diamonds
- 1966: Das Geheimnis des Mönchs (The Ghost of Monk's Island)
- 1967: Die Pagode zum fünften Schrecken (Five Golden Dragons)
- 1967: Das Haus der tausend Freuden (La casa de las mil muñecas)
- 1967: Die Rache des Dr. Fu Man Chu (The Vengeance of Fu Manchu)
- 1968: Diana – Tochter der Wildnis (Eve)
- 1972: Nightmare
- 1973: 80.000 Meilen durch den Weltraum (UFO: Allarme rosso... Attacco alla Terra!)
- 1976: One Hour to Zero
- 1978: Das Super T-Shirt (Sammy's Super T-Shirt)

### Fernsehen
- 1962–1966: Simon Templar (The Saint, Fernsehserie, 12 Folgen)
- 1969: S.O.S. – Charterboot (Fernsehserie, 6 Episoden)
- 1971: Jason King (Fernsehserie, 9 Episoden)
- 1972–1974: Kein Pardon für Schutzengel (Fernsehserie, 17 Episoden)
- 1979–1994: Coronation Street (Fernsehserie, 31 Episoden)
- 1988: Der Doktor und das liebe Vieh (Fernsehserie, 4 Episoden)